# AirPlay (Schnittstelle)

Icons von AirPlay 2 zur Audio/Video-Übertragung (links) und Audio-Übertragung

AirPlay ist eine proprietäre Schnittstelle zur kabellosen Übertragung von Inhalten von iOS-, iPadOS-, watchOS-, tvOS und macOS-Geräten auf AirPlay-fähige Empfängergeräte wie Lautsprecher, AV-Empfänger, Stereosysteme und Fernseher. Technisch ist AirPlay ein Streaming-Protokoll, das vom US-amerikanischen Hersteller Apple entwickelt wurde und von anderen Herstellern für den Einbau in Empfangsgeräte lizenziert werden kann.

## Vorgänger AirTunes
Mit AirTunes konnte man Audio-Inhalte von iTunes an Apple-Endgeräte wie AirPort Express oder Apple TV per Streaming übertragen. Durch Berücksichtigung der Netzlatenzzeiten kann AirTunes mehrere Räume synchron beschallen.
AirTunes-fähige Endgeräte werden automatisch in iTunes eingebunden, sofern diese im gleichen Ethernet-Netzwerk per Kabel oder drahtlos per Wireless Local Area Network (WLAN) erreichbar sind. Der Benutzer kann wählen, ob er nur bestimmte Lautsprecher oder alle – auch in verschiedenen Räumen – erreichen will und eine gemeinsame Lautstärke einstellen.

## AirPlay (1. Generation)
Im Juni 2010 wurde AirTunes durch AirPlay abgelöst. AirPlay führte zahlreiche Neuerungen ein:
AirPlay überträgt Musik und Videos von iTunes, macOS-Geräten oder iOS-Geräten auf andere kompatible Geräte.
Dritthersteller können eine Lizenz für AirPlay erwerben und ihre Lautsprecher, HiFi-Anlagen usw. mit der Schnittstelle ausstatten, so dass keine zusätzlichen Geräte benötigt werden. Vorher musste immer ein Apple-Produkt dazwischengeschaltet sein, wie etwa die WLAN-Station AirPort-Express oder Apple TV.
AirPlay kann eine Übertragungsrate von bis zu 120 Megabit pro Sekunde erreichen. Musik wird mit einer maximalen Abtastrate von bis zu 44,1 Kilohertz und 16 Bit zum Empfänger übertragen. Dies entspricht der Qualität einer Audio-CD.
Auch der aktuelle Bildschirminhalt kann übertragen werden, zum Beispiel um von einem iOS-Gerät Fotos, Browserinhalte oder Videospiele auf einem größeren Bildschirm wie einem Fernseher darzustellen.

### Peer-to-Peer-AirPlay
Seit September 2014 beherrscht das AirPlay-Protokoll auch den sogenannten „Peer-to-Peer-AirPlay“-Modus, mit dem sich ein Apple TV ab der 3. Generation (A1469) beispielsweise mit einem iOS-Gerät verbinden kann, ohne dass dieses zuvor auf ein bestehendes WLAN konfiguriert werden muss. Die automatische Konfiguration erfolgt über Bluetooth, die eigentliche Datenübertragung wie bisher über WLAN, aber hierzu eröffnet das Apple TV ein eigenes zusätzliches WLAN.

### Alternative Implementierungen von AirPlay
Obwohl das Protokoll nicht offen dokumentiert ist, gibt es zahlreiche Portierungen auf andere Plattformen, etwa AirPlayer von Erica Sadun für macOS, Shairport für Windows von Franck Friesel, Shairport für Linux von James Laird, AirMediaPlayer von Apostolos Georgiadi, AirReceiver von Florian Pflug und Aerodrom für Windows und Windows Media Center.

## AirPlay 2
Im Juni 2017 wurde auf der WWDC der Nachfolger AirPlay 2 vorgestellt und am 29. Mai 2018 mit iOS 11.4, tvOS 11.4 und watchOS 4.3.1 auf den unterstützten Geräten zur Verfügung gestellt.
Zahlreiche Hersteller von AirPlay-fähigen Audiosystemen haben bereits angekündigt, Unterstützung für AirPlay 2 per Firmware-Aktualisierung nachzurüsten. Zu den unterstützenden Firmen gehören Samsung, LG und Sony.
Die wesentlichen Verbesserungen von AirPlay 2 sind in den offiziellen Ankündigungen vage beschrieben. Bisher wurde bekannt, dass das Audio-Buffering (gegen Netzwerkstörungen) verbessert wurde und die Multiroom-Steuerung jetzt auch für iOS-Endgeräte möglich wird (vorher nur über iTunes).
Unterstützte Macs mit macOS Monterey oder neuer können auch als AirPlay Empfänger von bestimmten Modellen mit iOS bzw. iPadOS 14 und neuer genutzt werden.

## Ähnliche Lösungen
Ähnliche Lösungen sind Google Cast und Amazon Fling. Plattformunspezifische Lösungen sind Miracast und Digital Living Network Alliance (DLNA).